# Neuseeländische Frauen-Cricket-Nationalmannschaft in Indien in der Saison 2024/25
Die Tour der neuseeländischen Cricket-Nationalmannschaft nach Australien in der Saison 2024/25 fand vom 24. bis zum 29. Oktober 2024 statt. Die internationale Cricket-Tour war Bestandteil der Internationalen Cricket-Saison 2024/25 und umfasste drei WODIs. Die Serie war Teil der ICC Women’s Championship 2022–2025. Indien gewann die Serie 2–1.

## Vorgeschichte
Beide Mannschaften spielten zuvor beim ICC Women’s T20 World Cup 2024.
Das letzte Aufeinandertreffen der beiden Mannschaften bei einer Tour fand in der Saison 2021/22 in Neuseeland statt.

## Stadion
Das folgende Stadion wurden für die Tour als Austragungsort vorgesehen.
| Stadion               | Stadt     | Kapazität | Spiele       |
| --------------------- | --------- | --------- | ------------ |
| Narendra Modi Stadium | Ahmedabad | 132.000   | 1. – 3. WODI |

## Kaderlisten
Indien benannte seinen Kader am 17. Oktober 2024.
Neuseeland benannte seinen Kader am 21. Oktober 2024.
| WODI | WODI |
| Indien | Neuseeland |
| --- | --- |
| - Harmanpreet Kaur (K) - Smriti Mandhana (VK) - Yastika Bhatia (wk) - Uma Chetry (wk) - Tejal Hasabnis - Dayalan Hemalatha - Priya Mishra - Shreyanka Patil - Arundhati Reddy - Jemimah Rodrigues - Sayali Satgare - Deepti Sharma - Saima Thakor - Renuka Singh Thakur - Shafali Verma - Radha Yadav | - Sophie Devine (K) - Suzie Bates - Eden Carson - Lauren Down - Izzy Gaze (wk) - Maddy Green - Brooke Halliday - Polly Inglis (wk) - Fran Jonas - Amelia Kerr - Jess Kerr - Molly Penfold - Georgia Plimmer - Hannah Rowe - Lea Tahuhu |

## Women’s One-Day Internationals

### Erstes WODI in Ahmedabad
| 24. Oktober Scorecard | Ahmedabad | Indien 227 (44.3)          | – | Neuseeland 168 (40.4) |
|                       |           | Indien gewinnt mit 59 Runs |   |                       |

Indien gewann den Münzwurf und entschied sich als Schlagmannschaft zu beginnen. Für Indien formte Eröffnungs-Batterin Shafali Verma und die dritte Schlagfrau Yastika Bhatia eine Partnerschaft. Verma erreichte 33 Runs und wurde gefolgt durch Jemimah Rodrigues. Bhatia konnte 37 Runs erzielen und wurde durch Tejal Hasabnis ersetzt. Rodrigues schied nach 35 Runs aus und nachdem Deepti Sharma aufs feld gekommen war, verlor Hasabnis ihr Wicket nach 42 Runs. An der Seite von Sharma erreichte Arundhati Reddy 14 Runs und Sharma verlor daraufhin das letzte Wicket des Innings nach 41 Runs im 45. Over. Beste neuseeländische Bowlerin war Amelia Kerr mit 4 Wickets für 42 Runs. Für Neuseeland bildete Eröffnungs-Batterin Georgia Plimmer zusammen mit der dritten Schlagfrau Lauren Down eine Partnerschaft. Plimmer gelangen 25 Run und als Brooke Halliday aufs Feld kam, schied Down nach 26 Runs aus. Daraufhin kam Maddy Green ins Spiel. Halliday verlor ihr Wicket nach 39 Runs und kurz darauf schied auchGreen nach 31 Runs aus. Amelia Kerr erzielte bis zum Fall des letzten Wickets 25* Runs was nicht ausreichte die Vorgabe zu gefährden. Beste indische Bowlerin war Radha Yadav mit 3 Wickets für 35 Runs. Als Spielerin des Spiels wurde Deepti Sharma ausgezeichnet.

### Zweites WODI in Ahmedabad
| 27. Oktober Scorecard | Ahmedabad | Neuseeland 259-9 (50)          | – | Indien 183 (47.1) |
|                       |           | Neuseeland gewinnt mit 76 Runs |   |                   |

Neuseeland gewann den Münzwurf und entschied sich als Schlagmannschaft zu beginnen. Für sie eröffneten Suzie Bates und Georgia Plimmer. Plimmer erreichte 41 Runs und wurde gefolgt durch Sophie Devine. Bates verlor ihr Wicket nach einem Fifty über 58 Runs, woraufhin Maddy Green 42 und Izzy Gaze 11 Runs erzielten. Sie wurden gefolgt durch Jess kerr und Devine schied nach einem Fifty über 79 Runs aus. Kerr konnte bis zum Ende des innings 12* runs erzielen und so die Vorgabe auf 260 runs erhöhen. Beste indische Bowlerin war Radha Yadav mit 4 Wickets für 69 Runs. Für Indien formte Eröffnungs-Batterin Shafali Verma und die dritte Schlagfrau Yastika Bhatia eine Partnerschaft. Verma konnte 11 Runs erzielen und wurde durch Harmanpreet Kaur ersetzt. Bhatia erreichte 12 Runs und nachdem Jemimah Rodrigues 17 runs erzielte, verlor Kaur ihr Wicket nach 24 Runs. Daraufhin erzielten Tejal Hasabnis und Deepti Sharma je 15 Runs und eine weitere Partnerschaft zwischen Radha Yadav und Saima Thakor entstand. Thakor gelangen 29 Runs und Yadav verlor im 48. Over das letzte Wicket des Innings nach 48 Runs, was nicht ausreichte um die Vorgabe einzuholen. Beste neuseeländische Bowlerinnen waren Sophie Devine mit 3 Wickets für 27 Runs und Lea Tahuhu mit 3 Wickets für 42 Runs. Als Spielerin des Spiels wurde Sophie Devine ausgezeichnet.

### Drittes WODI in Ahmedabad
| 29. Oktober Scorecard | Ahmedabad | Neuseeland 232 (49.5)        | – | Indien 236-4 (44.2) |
|                       |           | Indien gewinnt mit 6 Wickets |   |                     |

Neuseeland gewann den Münzwurf und entschied sich als Schlagmannschaft zu beginnen. Für sie formte Eröffnungs-Batterin Georgia Plimmer und die fünfte Schlagfrau Brooke Halliday eine Partnerschaft. Plimmer gelangen 39 Runs und die ihr folgende Maddy Green 15 und Izzy Gaze 25 Runs. Daraufhin kam Hannah Rowe aufs Feld und Halliday schied nach einem Fifty über 86 Runs aus. Sie wurde gefolgt durch Lea Tahuhu und nachdem Rowe nach 11 Runs ihr Wicket verloren hatte, blieb Tahuhu ungeschlagen mit 24* Runs, als das letzte Wicket fiel. Beste indische Bowlerin war Deepti Sharma mit 3 Wickets für 29 Runs. Für Indien bildeten die Eröffnungs-Batterinnen Smriti Mandhana und Shafali Verma eine Partnerschaft. Verma erreichte 12 und die hineinkommende Yastika Bhatia 35 Runs. Daraufhin kam Harmanpreet Kaur ins Spiel und formte mit Mandhana eine weitere Partnerschaft. Mandhana schied nach einem Century über 100 Runs aus 122 Bällen aus und wurde durch Jemimah Rodrigues ersetzt die 22 Runs erzielte. Kaur konnte dann nach einem Fifty über 59* runs die Vorgabe im 45. Over einholen. Beste neuseeländische Bowlerin war Hannah Rowe mit 2 Wickets für 47 Runs. Als Spielerin des Spiels wurde Smriti Mandhana ausgezeichnet.

## Statistiken
Die folgenden Cricketstatistiken wurden bei dieser Tour erzielt.
| Tests           | Tests      | Tests   | Tests   | Tests   | Tests   | Tests   | Tests   | Tests   |
| Batting         | Batting    | Batting | Batting | Batting | Batting | Batting | Batting | Batting |
| Spieler         | Mannschaft | Spiele  | Innings | Runs    | Average | HS      | 100s    | 50s     |
| --------------- | ---------- | ------- | ------- | ------- | ------- | ------- | ------- | ------- |
| Brooke Halliday | Neuseeland | 3       | 3       | 133     | 44,33   | 86      | 0       | 1       |
| Smriti Mandhana | Indien     | 3       | 3       | 105     | 35,00   | 100     | 1       | 0       |
| Georgia Plimmer | Neuseeland | 3       | 3       | 105     | 35,00   | 41      | 0       | 0       |
| Sophie Devine   | Neuseeland | 3       | 3       | 90      | 30,00   | 79      | 0       | 1       |
| Maddy Green     | Neuseeland | 3       | 3       | 88      | 29,33   | 42      | 0       | 0       |
| Bowling         |            |         |         |         |         |         |         |         |
| Spieler         | Mannschaft | Spiele  | Overs   | Wickets | Average | BBI     | 5W      | 10W     |
| Radha Yadav     | Indien     | 3       | 22.4    | 7       | 17,85   | 4/69    | 0       | 0       |
| Deepti Sharma   | Indien     | 3       | 29.0    | 6       | 17,33   | 3/39    | 0       | 0       |
| Jess Kerr       | Neuseeland | 2       | 18.3    | 5       | 19,60   | 3/49    | 0       | 0       |
| Amelia Kerr     | Neuseeland | 1       | 9.0     | 4       | 10,50   | 4/42    | 0       | 0       |
| Sophie Devine   | Neuseeland | 3       | 20.3    | 4       | 25,25   | 3/27    | 0       | 0       |
| Eden Carson     | Neuseeland | 3       | 30.0    | 4       | 29,75   | 2/32    | 0       | 0       |
| Saima Thakor    | Indien     | 3       | 26.5    | 4       | 32,00   | 2/26    | 0       | 0       |

## Auszeichnungen

### Player of the Series
Als Player of the Series wurden der folgende Spieler ausgezeichnet.
| Serie | Player of the Series |
| ----- | -------------------- |
| WODI  | Deepti Sharma        |

### Player of the Match
Als Player of the Match wurden die folgenden Spielerinnen ausgezeichnet.
| Spiel   | Player of the Match |
| ------- | ------------------- |
| 1. WODI | Deepti Sharma       |
| 2. WODI | Sophie Devine       |
| 3. WODI | Smriti Mandhana     |